# Johann Braun (Rechtswissenschaftler)
Johann Braun (* 20. Juli 1946 in Ludwigshafen am Rhein; † 21. Juni 2023) war ein deutscher Rechtswissenschaftler und Rechtsphilosoph.

## Leben
Johann Braun absolvierte das Abitur am Max-Planck-Gymnasium Ludwigshafen. Danach studierte er Rechtswissenschaften zuerst an der Universität Heidelberg und ab 1969 an der Universität Mannheim, wo er 1971 das Erste Juristische Staatsexamen ablegte. Im Anschluss daran absolvierte er das Referendariat in Rheinland-Pfalz und schloss es mit der Zweiten Juristischen Staatsprüfung ab. Von 1974 an war er wissenschaftlicher Assistent von Hans-Martin Pawlowski an der Universität  Mannheim. Dort promovierte er 1979 und habilitierte sich 1982 für die Fächer Zivilprozessrecht, Bürgerliches Recht, Rechtsphilosophie und Privatrechtsgeschichte der Neuzeit. Von 1983 bis 1988 war er ordentlicher Professor an der Universität Trier. Vom 1. April 1988 bis zu seiner Pensionierung am 30. September 2011 hatte er den Lehrstuhl für Zivilprozessrecht, Bürgerliches Recht und Rechtsphilosophie an der Universität Passau inne. 1995 lehnte er einen Ruf an die Universität Tübingen ab.
Braun war verheiratet und Vater dreier Kinder.
Er starb am 21. Juni 2023 im Alter von 76 Jahren.

## Schwerpunkte
Brauns besonderes Interesse galt der rechtswissenschaftlichen Grundlagenforschung, namentlich in dem Grenzgebiet zwischen Bürgerlichem Recht und Prozessrecht. Ein weiterer Schwerpunkt war die rechtswissenschaftliche Aufarbeitung des deutschen Idealismus. In diesem Zusammenhang beschäftigte er sich u. a. intensiv mit Leben und Werk des 1839 verstorbenen Rechtsphilosophen und Universalrechtshistorikers Eduard Gans. Ferner widmete er sich dem Arbeitsgebiet „Bildende Kunst und Recht“.
2001 wurde Braun in dem Normenkontrollverfahren gegen das Lebenspartnerschaftsgesetz zum Prozessvertreter Thüringens und Sachsens bestellt. Seine Auseinandersetzung mit dieser Thematik fand ihren Niederschlag in einer Reihe engagierter Publikationen (u. a. Zeitschrift für Rechtspolitik. 2001, 14; JuristenZeitung. 2002, 23 und 294; Juristische Schulung. 2003, 21). Darin legte er dar, was seiner Auffassung nach die rechtliche Gleichbehandlung homosexueller Partnerschaften mit der Ehe für die Gesellschaft bedeutet, und wies auf einen angeblich langjährigen Schulterschluss von Schwulen- und Pädobewegung hin (JuristenZeitung 2002, S. 23 ff). Die Reaktionen darauf beschrieb er in seinem Buch Eingetragene Lebenspartnerschaft und Ehe. Positionen und Argumente. Sein Buch 1968 – Eine Bilanz erschien 2018 im Verlag Antaios, welcher der Neuen Rechten zugeordnet wird.

## Veröffentlichungen (Auswahl)
- Rechtskraft und Restitution. Teil 1: Der Rechtsbehelf gem. § 826 BGB gegen rechtskräftige Urteile, Berlin 1979 (Dissertation); Teil 2: Die Grundlagen des geltenden Restitutionsrechts, Berlin 1985 (Habilitationsschrift).
- Rechtskraft und Rechtskraftdurchbrechung von Titeln über sittenwidrige Ratenkreditverträge, Köln 1986.
- Freiheit, Gleichheit, Eigentum. Grundfragen des Rechts im Lichte der Philosophie J. G. Fichtes, Tübingen 1991.
- Grundfragen der Abänderungsklage, Tübingen 1994.
- Kunstprozesse von Menzel bis Beuys. 18 Fälle aus dem Privatrecht, München 1995, 2., vollständig überarbeitete und erweiterte Auflage 2009.
- Einführung in die Rechtswissenschaft, Tübingen 1997; 4. Auflage 2011.
- Judentum, Jurisprudenz und Philosophie. Bilder aus dem Leben des Juristen Eduard Gans (1797–1839), Baden-Baden 1997.
- Der Zivilrechtsfall. Klausurenlehre für Anfänger und Fortgeschrittene, München 2000; 5. Auflage 2012.
- Rechtsphilosophie im 20. Jahrhundert. Die Rückkehr der Gerechtigkeit, München 2001.
- Ehe und Familie am Scheideweg. Eine Kritik des sog. Lebenspartnerschaftsgesetzes, Regensburg 2002.
- Eingetragene Lebenspartnerschaft und Ehe. Positionen und Argumente, Regensburg 2002.
- Wahn und Wirklichkeit. Über die innere Verfassung der Bundesrepublik Deutschland, Hohenrain Verlag/Grabert Verlag Tübingen 2008.
- Lehrbuch des Zivilprozeßrechts. Erkenntnisverfahren, Tübingen 2014.
- Münchener Kommentar zur ZPO, §§ 567 – 605 a, 641 i ZPO (= Beschwerde, Wiederaufnahme, Urkunden- und Wechselprozeß), Bd. 2, 1. Auflage München 1992, 3. Auflage 2007 (nur Wiederaufnahme sowie Urkunden- und Wechselprozeß), 5. Auflage 2016.
- Deduktion und Invention. Gesetzesauslegung im Widerstreit von Gehorsamskunst, Rechtsgefühl und Wahrheitssuche, Tübingen 2016.
- Ein Leben in Deutschland. Rückblicke auf sieben Jahrzehnte BRD, Münster 2018.
- 1968 – Eine Bilanz, Schnellroda 2018.
- Hambacher Feste. Nationale Einheit und Freiheit gestern und heute, Privatinvestor Verlag, Köln 2019.
- Einführung in die Rechtsphilosophie. Der Gedanke des Rechts. 3. Auflage. Mohr Siebeck. Tübingen 2022. ISBN 978-3-16-161503-0 – mit einem frei zugänglichen Materialband mit Klassikertexten. doi:10.1628/978-3-16-161504-7-Materialband
- Offener und eingehegter Diskurs. Zur Struktur des juristischen Denkens, Berlin 2022

Rechtshistorische und rechtsphilosophische Editionen:
- Oskar Bülow, Gemeines deutsches Zivilprozeßrecht, Tübingen 2003.
- Eduard Gans, Naturrecht und Universalrechtsgeschichte. Vorlesung nach G.W.F.Hegel, Tübingen 2005（chinesisch, Peking 2023）.
- Eduard Gans, Briefe und Dokumente, Tübingen 2011.